# تسخیر دریاچه
در زمین‌شناسی، تسخیر دریاچه یا تصرف دریاچه (به انگلیسی: Lake capture) فرایند جذب (به گرفتن جریان) از آب‌های جمع‌آوری‌شده در یک دریاچه توسط حوضه رودخانه همسایه است.
وقوع یک دریاچه عمدتاً توسط تعادل آب در حوضه دریاچه و تغییرات توپوگرافی ناشی از فرسایش، رسوب‌گذاری و تکتونیسم کنترل می‌شود. اگر تبخیر در سطح دریاچه، به علاوه تلفات آب از طریق نفوذ زیرزمینی و تبخیر و تعرق گیاه به اندازه‌ای زیاد باشد که تمام آب بارشی جمع‌آوری شده توسط دریاچه را تشکیل دهد، دریاچه به اندورهیک، بسته یا زهکشی داخلی تبدیل می‌شود. این وضعیت تا زمانی که تعادل آب دوباره تغییر کند و دریاچه بر محدوده حوضه خود بیش از حد فشار بیاورد یا تا زمانی که تصرف دریاچه اتفاق بیفتد حاکم است. باز کردن زهکشی حوضه دریاچهای اندورهیک توسط فرسایش رودخانه‌ای به‌طور کلی به معنای جذب دریاچه است.
به عنوان مثال می‌توان به تسخیر نئوژن پسین حوضه ابرو اندورئیک (گرفتن) یا دریاچه پلیستوسن بونویل اشاره کرد.